# Толбо (сомон)
Толбо (монг. Толбо) – сомон Баян-Улгийського аймаку Монголії. Територія 3,0 тис кв км, населення 4,5 тис. Центр Толбо розташований на відстані 80 км. від міста Улгий, та на відстані 1700 км від Улан-Батора. Школа, лікарня, сфера обслуговування, туристичні бази.

## Рельєф
Гори: Цамбашарав (4200 м), Гурван Цаст, Буянт, Хатуу, Баруун Хух сайр, Зуун Хух Сайр, Намаржаа. Міжгірна долина Толбо. Найвища точка 4200 м., найнижча 2050 м. Річки Хар Хатуу, Улаан Хатуу, Баруун Хух Сайр, Хойд Бураат, Умнуд Бураат, Сухай. Озера Толбо, Дуруу, Олон, Хонхор, Хаг.

## Клімат
Клімат різкоконтинентальний. Середня температура січня -15-18 градусів, липня +12-13 градусів, в середньому протягом року в гірській місцевості випадає 200-400 мм опадів.

## Корисні копалини
Багатий на природні ресурси: залізну руду, мармур, біотит.

## Тваринний світ
Водяться вовки, лисиці, зайці, архари, бабаки.

## Адміністративні межі
Толбо межує з сомонами Делуун, Алтай, Буянт, Бугат, Алтанцугц Баяннуур. На сході проходить адміністративна межа з аймаком Ховд.